# Amédée Laurans des Ondes
Joseph Hildevert Amédée Laurans des Ondes (Guadalupa, 12 settembre 1811 – Medole, 24 giugno 1859) è stato un militare francese, divenuto un simbolo della Cavalleria per aver guidata la Carica di Valle del Ternine, celebre episodio della Battaglia di Medole, nel corso della grande battaglia di Solferino e San Martino.

## Biografia
Nato nei territori d'oltremare di Guadalupa, al compimento del diciottesimo anno d'età viene ammesso all'École spéciale militaire de Saint-Cyr, uscendone due anni dopo con il grado di sottotenente, aggregato al 32º Reggimento Fanteria di linea. Abilissimo cavaliere, nel 1833 viene trasferito alla Scuola di Cavalleria di Saumur e come tenente all'8º Reggimento Cacciatori a cavallo, dove viene nominato capitano e nuovamente trasferito al 2º Reggimento Cacciatori d'Africa, con in quale si imbarca per l'Algeria. 
In terra d'Africa si distingue nei combattimenti per la conquista francese dell'Algeria e in particolare nella spedizione contro i guerriglieri O'Mumen dell'ottobre 1846.

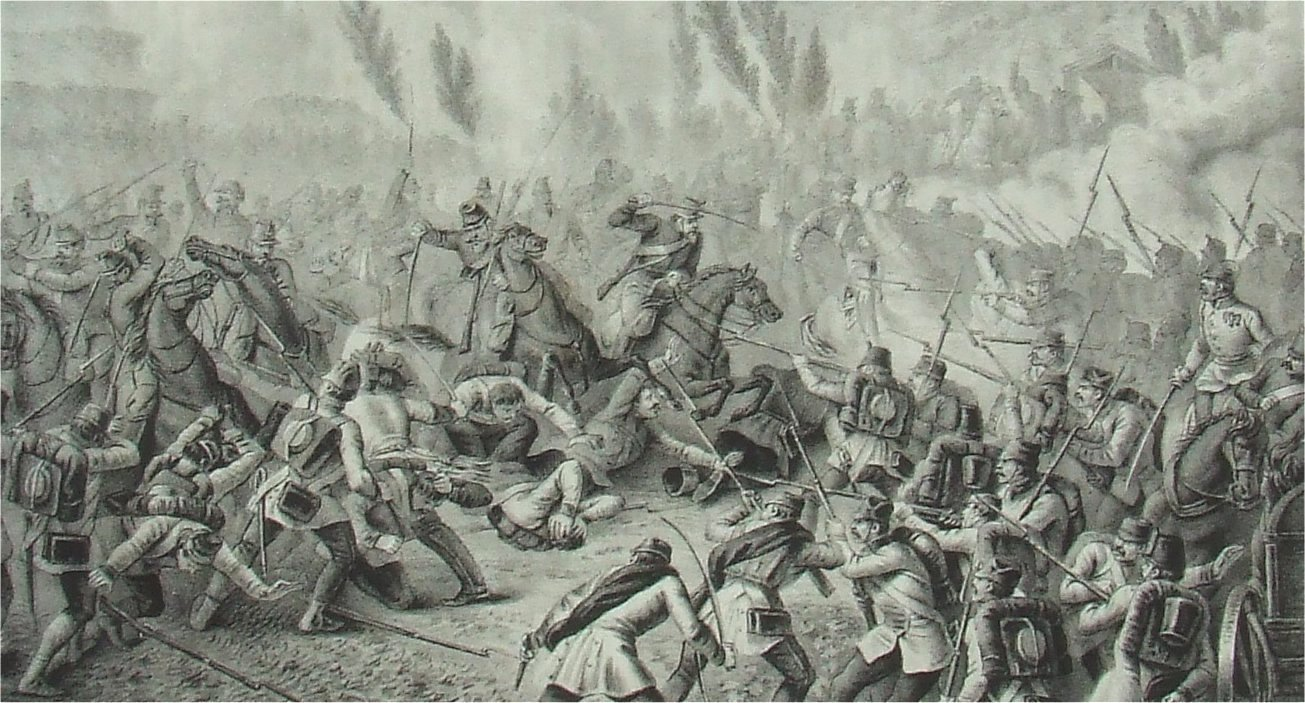
La carica del 1º Reggimento Cacciatori d'Africa a Valle del Termine

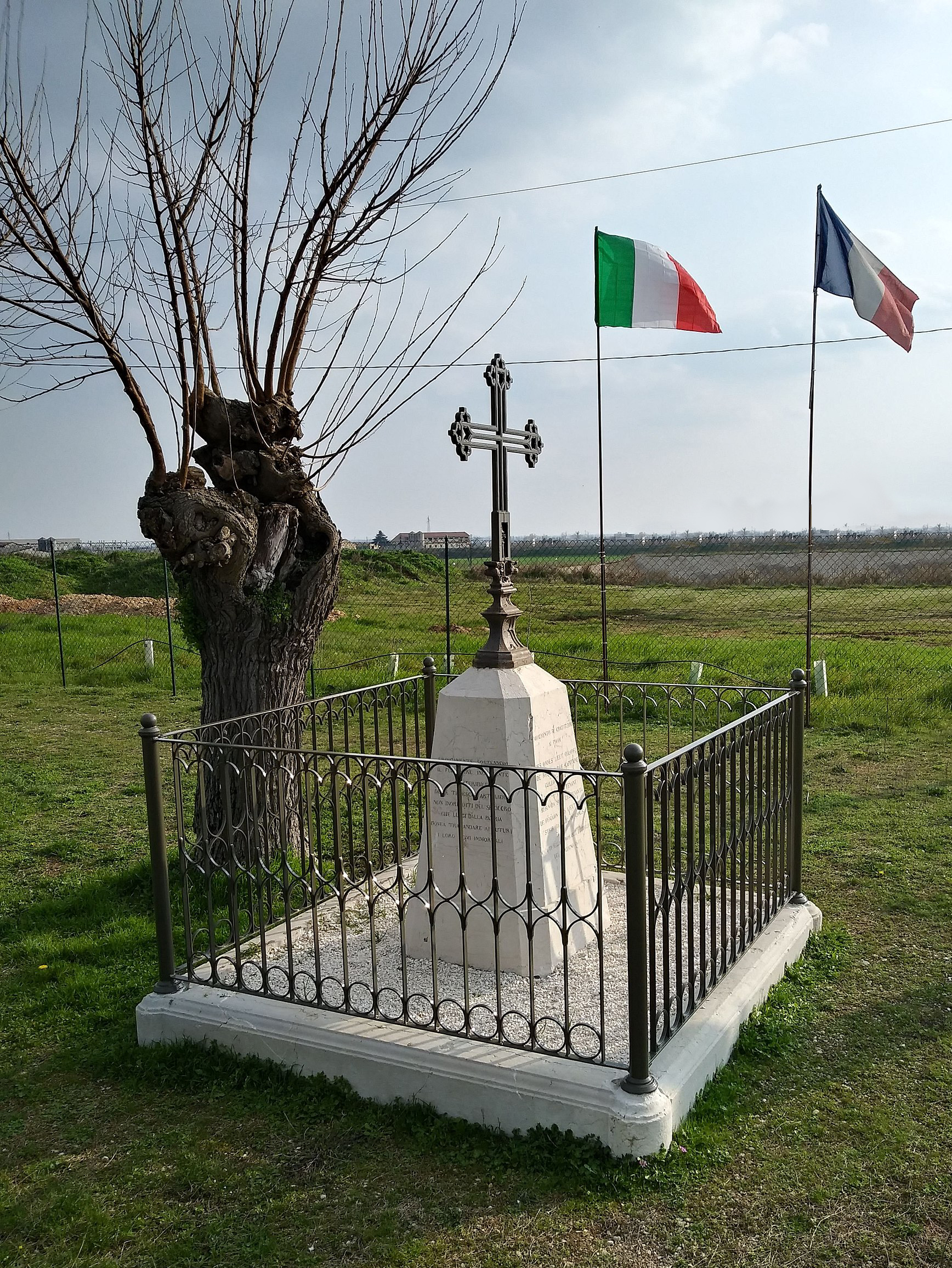
Tomba d'onore di Ca' Fattori

Tornato in Patria alla fine del 1851, con il grado di Capo Squadrone, viene distaccato al 7º Reggimento Lancieri e poi nel Reggimento Guide della Guardia Imperiale, dove rimane fino al 1854, quando assume il comando in seconda dello Squadrone delle Cento Guardie, scorta personale a cavallo dell'imperatore Napoleone III.
Promosso tenente colonnello, gli viene affidato il comando del 5º Reggimento Ussari che, inquadrato nella Divisione di Cavalleria Desvaux, viene inviato in Italia per partecipare alla Seconda guerra d'indipendenza.
Durante la grande battaglia di Solferino e San Martino, in un momento di grave difficoltà per lo schieramento francese, Laurans des Ondes prende il comando del 1º Reggimento Cacciatori d'Africa e si lancia alla carica, in testa dei suoi cavalleggeri. Contro tre battaglioni austriaci disposti in quadrato, non vi era alcuna possibilità di vittoria e la carica aveva il solo intento di rallentare la marcia della fanteria austriaca e dare tempo all'artiglieria francese di mettersi in batteria. Le perdite tra i cavalieri francesi in seguito a quell'azione furono assai alte, ma lo scopo tattico venne raggiunto.
Nel corso della seconda carica, anche Lauran Des Ondes è colpito. Ferito mortalmente viene trasportato nella vicina Ca' Fattori, dove spira e dove viene sepolto, insieme ad alcuni ufficiali caduti in quella carica, il 25 luglio 1859.
Su quel luogo di sepoltura, venne eretto un monumento in onore ai cavalieri francesi.